# Milim
„Milim” („מילים”; în ebraică Cuvinte) este un cântec compus de Tomer Hadadi și Noam Horev și interpretat în limba ebraică de Harel Skaat. Cântecul a reprezentat Israelul la Concursul Muzical Eurovision 2010, fiind selecționat pe 15 martie 2010 dintre patru cântece, toate interpretate de către Skaat.